# NGC 5061
NGC 5061 je eliptická galaxie v souhvězdí Hydry. Objevil ji William Herschel 28. března 1786.
Od Země je vzdálená přibližně 77,5 milionů světelných let a je hlavním členem skupiny galaxií, která má označení LGG 341.

## Supernovy
V této galaxii byly pozorovány dvě supernovy: SN 1996X, která byla typu Ia a dosáhla hvězdné velikosti 13, a SN 2005cn, která byla také typu Ia a měla hvězdnou velikost 14,6.